# Tommy Black
Tommy Black (*Chigwell, Inglaterra, 26 de noviembre de 1979), futbolista escocés. Jugaba de volante y su primer equipo fue Arsenal FC.

## Clubes
| Club              | País       | Año       |
| ----------------- | ---------- | --------- |
| Arsenal FC        | Inglaterra | 1998-1999 |
| Carlisle United   | Inglaterra | 1999-2000 |
| Arsenal FC        | Inglaterra | 2000      |
| Crystal Palace FC | Inglaterra | 2000-2004 |
| Sheffield United  | Inglaterra | 2004      |
| Crystal Palace FC | Inglaterra | 2004-2006 |
| Gillingham FC     | Inglaterra | 2006      |
| Bradford City     | Inglaterra | 2006      |
| Crystal Palace FC | Inglaterra | 2007      |
| Southend United   | Inglaterra | 2007-2008 |
| Stevenage Borough | Inglaterra | 2008-     |

- Datos: Q7819228